# Rocquemont (Sena Marítim)
Rocquemont és un municipi francès situat al departament del Sena Marítim i a la regió de Normandia. L'any 2007 tenia 776 habitants.

## Demografia

### Població
El 2007 la població de fet de Rocquemont era de 776 persones. Hi havia 237 famílies de les quals 23 eren unipersonals (4 homes vivint sols i 19 dones vivint soles), 58 parelles sense fills, 140 parelles amb fills i 16 famílies monoparentals amb fills.
La població ha evolucionat segons el següent gràfic:
Habitants censats

### Habitatges
El 2007 hi havia 264 habitatges, 250 eren l'habitatge principal de la família, 6 eren segones residències i 7 estaven desocupats. Tots els 263 habitatges eren cases. Dels 250 habitatges principals, 226 estaven ocupats pels seus propietaris, 22 estaven llogats i ocupats pels llogaters i 2 estaven cedits a títol gratuït; 4 tenien dues cambres, 21 en tenien tres, 63 en tenien quatre i 162 en tenien cinc o més. 226 habitatges disposaven pel capbaix d'una plaça de pàrquing. A 82 habitatges hi havia un automòbil i a 161 n'hi havia dos o més.

### Piràmide de població
La piràmide de població per edats i sexe el 2009 era:
| Homes | Edats   | Dones |
| ----- | ------- | ----- |
| 0     | 95 o +  | 0     |
| 0     | 90 a 94 | 0     |
| 0     | 85 a 89 | 0     |
| 4     | 80 a 84 | 4     |
| 20    | 75 a 79 | 8     |
| 8     | 70 a 74 | 20    |
| 0     | 65 a 69 | 4     |
| 8     | 60 a 64 | 4     |
| 16    | 55 a 59 | 12    |
| 16    | 50 a 54 | 16    |
| 20    | 45 a 49 | 20    |
| 32    | 40 a 44 | 44    |
| 36    | 35 a 39 | 12    |
| 28    | 30 a 34 | 24    |
| 8     | 25 a 29 | 28    |
| 12    | 20 a 24 | 0     |
| 20    | 15 a 19 | 24    |
| 24    | 10 a 14 | 52    |
| 16    | 5 a 9   | 20    |
| 28    | 0 a 4   | 32    |

## Economia
El 2007 la població en edat de treballar era de 483 persones, 381 eren actives i 102 eren inactives. De les 381 persones actives 360 estaven ocupades (187 homes i 173 dones) i 22 estaven aturades (13 homes i 9 dones). De les 102 persones inactives 37 estaven jubilades, 41 estaven estudiant i 24 estaven classificades com a «altres inactius».

### Ingressos
El 2009 a Rocquemont hi havia 263 unitats fiscals que integraven 816,5 persones, la mediana anual d'ingressos fiscals per persona era de 18.458 €.

### Activitats econòmiques
Dels 23 establiments que hi havia el 2007, 2 eren d'empreses de fabricació d'altres productes industrials, 8 d'empreses de construcció, 3 d'empreses de comerç i reparació d'automòbils, 4 d'empreses de transport, 1 d'una empresa immobiliària, 3 d'empreses de serveis i 2 d'empreses classificades com a «altres activitats de serveis».
Dels 8 establiments de servei als particulars que hi havia el 2009, 1 era un taller de reparació d'automòbils i de material agrícola, 1 paleta, 3 guixaires pintors, 1 lampisteria, 1 electricista i 1 perruqueria.
L'any 2000 a Rocquemont hi havia 17 explotacions agrícoles que ocupaven un total de 738 hectàrees.

## Equipaments sanitaris i escolars
El 2009 hi havia una escola elemental integrada dins d'un grup escolar amb les comunes properes formant una escola dispersa.

## Poblacions més properes
El següent diagrama mostra les poblacions més properes.